# شهر دیوونه
شهر دیوونه نهمین آلبوم استودیویی اثر احسان خواجه‌امیری خوانندهٔ پاپ می‌باشد که در روز ۳ بهمن ۱۳۹۷ پخش شد. مراسم رونمایی و جشن امضا این آلبوم با حضور عوامل در پردیس سینمایی ملت برگزار شد.
فرشید ادهمی پیش از انتشار آلبوم شهر دیوونه ادعا کرد که در این آلبوم ورژن جدیدی از احسان خواجه امیری رونمایی خواهد شد.

خواجه امیری این آلبوم را به افشین یداللهی تقدیم کرده‌است او همچنین روی کاور آلبوم هم نوشته بود «این مجموعه را تقدیم می‌کنم به افشین یداللهی که این مسیر را با او شروع کردم».

## عوامل
خواجه امیری در ساخت این آلبوم از چهره‌های جوان و متفاوت با آثار قبلی خودش استفاده کرده‌است.
ترانه‌ها آلبوم «شهر دیوونه» را «روزبه بمانی»، «زهرا عاملی»، «آرش محرابی»، «مهدی ایوبی» و «ساره تاجیک» سروده‌اند.
آهنگسازی قطعات این آلبوم را «امیرحسین فیضی»، «وحید پویان» و «فرشید ادهمی»، «پدرام کشتکار»، «بهداد ظهرانی» و خود احسان خواجه‌امیری به عهده داشته‌اند
تنظیم کننده قطعات آلبوم نیز بر عهده «سعید زمانی»، «معین راهبر» و «سعید شمس»، «پدرام کشتکار» و «میلادهاشمی» بوده‌است
میکس و مسترینگ این آلبوم را هم سعید زمانی (قطعات ۱، ۲، ۳، ۵، ۶ و ۱۰)، محمد فلاحی (قطعات ۴، ۷ و ۸)، آرش پاکزاد (قطعه ۹) انجام داده‌اند.
دیگر عوامل آلبوم: عکس: وحید بامداد طراح جلد: محسن عسگری

## نوازندگان
- گیتار: فرشید ادهمی، گیتار قطعه شهردیوونه: میلاد هاشمی
- ویولون و کمانچه: احسان نی‌زن
- سه تار: میثم مروستی
- بوزوکی: بهنام حکیم
- پرکاشن: محسن خاش

## موزیک ویدئو آلبوم
موزیک‌ویدئو رسمی آلبوم شهر دیوونه روز ۱۹ بهمن ماه ۱۳۹۷ از سایت موسیقی ما منتشر شد.

## فهرست
آلبوم «شهر دیوونه» شامل ۱۰ قطعه می‌باشد.
| شماره      | نام           | سراینده     | آهنگساز                       | تنظیم                    | مدت   |
| ---------- | ------------- | ----------- | ----------------------------- | ------------------------ | ----- |
| ۱.         | «شهر دیوونه»  | زهرا عاملی  | امیرحسین فیضی                 | سعید زمانی و میلاد هاشمی | ۳:۳۵  |
| ۲.         | «ترکم کرد»    | ساره تاجیک  | وحید پویان                    | سعید زمانی               | ۳:۲۹  |
| ۳.         | «غریبه»       | آرش محرابی  | وحید پویان                    | سعید زمانی               | ۳:۵۵  |
| ۴.         | «لب تر کن»    | عاطفه حبیبی | فرشید ادهمی                   | معین راهبر               | ۳:۱۹  |
| ۵.         | «تو بارون»    | روزبه بمانی | احسان خواجه‌امیری              | سعید زمانی               | ۳:۱۴  |
| ۶.         | «با دلم»      | مهدی ایوبی  | احسان خواجه‌امیری بهداد ظهرانی | سعید زمانی               | ۳:۲۷  |
| ۷.         | «میرم»        | زهرا عاملی  | پدرام کشتکار                  | پدرام کشتکار             | ۲:۴۸  |
| ۸.         | «وقتی می‌خندی» | زهرا عاملی  | فرشید ادهمی                   | معین راهبر               | ۴:۰۲  |
| ۹.         | «خلاصم کن»    | مهدی ایوبی  | بهداد ظهرانی                  | سعید شمس                 | ۳:۴۳  |
| ۱۰.        | «صحنه»        | روزبه بمانی | احسان خواجه‌امیری              | سعید زمانی               | ۴:۰۹  |
| مجموع مدت: | مجموع مدت:    | مجموع مدت:  | مجموع مدت:                    | مجموع مدت:               | ۳۴:۲۰ |